# Daniel Gottlieb von Bülow
Daniel Gottlieb von Bülow (* 1718 ; † 28. Juni 1757 in Dresden) war ein preußischer Oberst und Kommandeur eines Grenadierbataillons.

## Leben

### Herkunft
Daniel Gottlieb war Angehöriger des mecklenburgischen Adelsgeschlechts von Bülow. Seine Eltern waren der preußische Offizier Daniel Levin von Bülow (1677–1758) und dessen Frau Dorothea Margarethe von Schlubhut (1691–1742). Der General der Infanterie Johann Albrecht von Bülow (1708–1776) und der General der Kavallerie Christoph Karl von Bülow (1716–1788) waren seine Brüder.

### Militärdienst
Bülow war bereits in den ersten beiden Schlesischen Kriegen Flügeladjutant. Er avancierte 1742 zum Major sowie im September 1754 zum Oberstleutnant. Im Jahre 1756 erhielt er das Kommando über ein Grenadierbataillon, das zu je zwei Grenadierkompanien der Regimenter „Garde“ und „Preußen“ zusammengesetzt war. Im Februar 1757 wurde er zum Oberst befördert. 
Bülow wurde während der Belagerung von Prag tödlich verwundet, starb aber erst nach der Aufgabe der Belagerung auf dem Rückzug in Dresden.

### Familie
Bülow vermählte sich mit Anna Sophia von Köhler, Tochter des Hofrats August von Köhler und der Rudolphine von Casarotti, und hatte mit ihr zwei Söhne.
- Friedrich Ferdinand Ludwig von Bülow († 1769), Page des Prinzen Ferdinand
- Friedrich Hinrich von Bülow († nach 1780), preußischer Leutnant und Adjutant des Prinzen Ferdinand